# Attagenus escalerai
Attagenus escalerai é uma espécie de insetos coleópteros polífagos pertencente à família Dermestidae.
A autoridade científica da espécie é Mader, tendo sido descrita no ano de 1954.
Trata-se de uma espécie presente no território português.